# Крамарев, Сергей Александрович
Сергей Александрович Крамарев (род. 12.04.1954, Киев) — украинский врач-детский инфекционист, гельминтолог.
Доктор медицинских наук (1991), профессор (1993), заведующий (с 1994) кафедрой детских инфекционных болезней Национального медицинского университета им. А. А. Богомольца.
Главный детский инфекционист Минздрава Украины (с 1992 г. по 2010 г.), с 2005 г. главный внештатный инфекционист Минздрава Украины.
Имеет почти 40-летний медицинский стаж.
Заслуженный врач Украины (2004).
Окончил с отличием Киевский медицинский институт имени А. А. Богомольца (1977), педиатрический факультет. Как вспоминал сам С. А. Крамарев, в его выборе профессии инфекциониста сыграли роль лекции заведующего кафедрой детских инфекций профессора П. С. Мощича (под руководством которого Крамарев впоследствии защитит кандидатскую диссертацию), на четвёртом курсе Крамарев начал заниматься в научном студенческом кружке при его кафедре.
С 1977 г. обучался в клинической ординатуре при кафедре детских инфекционных болезней, с 1979 г. ассистент этой же кафедры, с 1989 г. доцент, с 1993 г. профессор, а с 1994 г. заведующий кафедрой детских инфекционных болезней НМУ имени А. А. Богомольца. С 2004 г. также заведующий аспирантурой.
С 2004 г. по 2011 г. эксперт ВАК Украины по научным специальностям педиатрия и инфекционные болезни.
Председатель проблемной комиссии НАМН и МЗ Украины «Инфекционные и паразитарные болезни», заместитель президента Ассоциации инфекционистов Украины, член диссертационного совета по специальности «Педиатрия» Ученого совета Минздрава Украины.
Также работает в Киевской городской детской клинической инфекционной больнице, является врачом Универсальной клиники «Оберіг» в Киеве.
Член редколлегий 6 научно-медицинских журналов.
В 1981 г. защитил кандидатскую диссертацию (науч. рук-ль проф. П. С. Мощич), в 1991 г. защитил докторскую диссертацию «Клинико-патогенетическое значение системы гемостаза и биологически активных веществ при острых кишечных инфекциях у детей раннего возраста». Под его руководством подготовлено 4 доктора и 13 кандидатов медицинских наук.
Отмечен Почетной грамотой Кабинета Министров Украины, 2 Грамотами МЗ Украины, 2 Благодарностями Министра здравоохранения Украины, медалями «20 лет независимости Украины» и «Агапита Печерского» (2002), является лауреатом Международного академического рейтинга «Золотая фортуна» за 2011 г., по рейтингу журнала «Фокус» в 2009 г. был отнесен к 50 выдающихся врачей Украины.
Автор более 350 научных работ, 2 монографий, 3 учебников для студентов высших медицинских учебных заведений, справочника для врачей. Имеет более 20 патентов на изобретения.